# Albert Barillé
Albert Barillé (n. 14 februarie 1920, Varșovia - d. 5 februarie 2009, Neuilly-sur-Seine) a fost un scenarist și producător de film francez. 

## Biografie

### Debutul său
Primul său loc de muncă în domeniul audiovizualului a fost cel de a produce în anul 1950 filme de lung metraj în America Latină, și de asemenea distribuția în ele. În anul 1962 acesta a fondat studioul de producție Procidis ce există și astăzi
.

### Ocupații
El a fost un mare scenarist, desenator, producător de film, autor de documentare medicale, piese de teatru și scriitor de romane. Acesta este creatorul desenului animat Colargol și a seriei animate A fost odată... .
Lucrările sale au fost difuzate în peste o sută de țări și traduse în peste treizeci de limbi. Iar munca sa a fost răsplătită prin multe premii.

## Colaboratori
| Actori (voci)        | Povestea omului (1978) | A fost odată... Universul (1982) | Povestea vieții (1986) | A fost odată... America (1991) | Povestea descoperirilor (1994) | Povestea explorărilor (1997) | A fost odată... Terra (2008) |
| -------------------- | ---------------------- | -------------------------------- | ---------------------- | ------------------------------ | ------------------------------ | ---------------------------- | ---------------------------- |
| Roger Carel          | No                     | No                               | No                     | No                             | No                             | No                           | No                           |
| Vincent Ropion       | No                     | No                               |                        |                                |                                |                              |                              |
| Patrick Préjean      | No                     |                                  |                        | No                             | No                             | No                           |                              |
| Annie Balestra       | No                     | No                               |                        |                                |                                |                              | No                           |
| Yves Barsacq         | No                     |                                  |                        |                                |                                |                              |                              |
| Claude Bertrand      | No                     |                                  |                        |                                |                                |                              |                              |
| Gérard Hernandez     | No                     |                                  |                        |                                |                                |                              |                              |
| Olivier Destrez      |                        |                                  |                        | No                             | No                             | No                           | No                           |
| Marie-Laure Beneston |                        |                                  | No                     | No                             | No                             |                              |                              |
| Sady Rebbot          |                        |                                  |                        | No                             | No                             |                              |                              |
| Gilles Laurent       |                        |                                  | No                     | No                             |                                |                              |                              |
| Gilles Tamiz         |                        |                                  | No                     | No                             |                                |                              |                              |
| Alain Dorval         |                        | No                               | No                     | No                             |                                |                              | No                           |
| Béatrice Bruno       |                        |                                  |                        | No                             |                                |                              |                              |
| Hélène Levesque      |                        |                                  |                        |                                |                                | No                           |                              |
| Daniel Beretta       |                        |                                  |                        |                                |                                | No                           |                              |
| Compozitori          |                        |                                  |                        |                                |                                |                              |                              |
| Michel Legrand       |                        | No                               | No                     | No                             | No                             | No                           | No                           |

## Filmografie

### Televiziune
- 1969 : Colargol
- 1978 : Povestea omului
- 1982 : A fost odată... Universul
- 1986 : Povestea vieții
- 1991 : A fost odată… America
- 1994 : Povestea descoperirilor
- 1997 : Povestea exploratorilor
- 2008 : A fost odată ... Terra

### Cinema
- 1982 : A fost odată... Universul : revanșa Umanoizilor

## Vezi și
- Procidis